# Hapalopus nigriventris
Hapalopus nigriventris is een spinnensoort in de taxonomische indeling van de vogelspinnen (Theraphosidae).
Het dier behoort tot het geslacht Hapalopus. De wetenschappelijke naam van de soort werd voor het eerst geldig gepubliceerd in 1939 door Cândido Firmino de Mello-Leitão.